# دبلیو تکومسه فیچ
دبلیو تکومسه فیچ (انگلیسی: W. Tecumseh Fitch؛ زادهٔ ۱ ژانویهٔ ۱۹۶۳) استاد دانشگاه اهل ایالات متحده آمریکا و از دانش‌آموختگان دانشگاه براون است.